# Stenocereus beneckei
Stenocereus beneckei  es una especie de planta fanerógama de la familia Cactaceae. Es endémica de México donde se encuentra en los estados de Guerrero, Morelos, Puebla y México, siendo común en los bosques de hoja caduca en altitudes 1200-1400 metros.

## Descripción
Stenocereus beneckei es creciente arbustiva, solo un poco ramificada, con tallos erectos o curvos y alcanza un tamaño de 1 a 2 metros de altura. Son de color verde claro a gris-verdoso con brotes que suelen aparecer blanquecinos. Están enharinada más o menos clara y tienen un diámetro de 5 a 7 centímetros. Tiene de seis a nueve, muy espaciadas costillas  que están claramente divididas en grandes y contundentes cúspides. En la areola tiene una sola espina central negruzca y rígida de hasta 4 cm de largo. Las cuatro y ocho espinas radiales grises alcanzan una longitud de hasta 1,7 cm. Las flores aparecen cerca de las puntas de los brotes. Abren por la noche y permanecen abiertas hasta el día siguiente. Las flores son de color marrón por fuera y blancas por dentro. Miden 6,5 a 8 cm de largo. Los frutos son elipsoidales y están encorvados, de hasta 5 centímetros de largo y alcanzan un diámetro de 3 centímetros. Los frutos inicialmente verdes se vuelven rojos posteriormente y contienen una carne incolora.

## Taxonomía
Stenocereus beneckei fue descrita por (Ehrenb.) A.Berger & Buxb. y publicado en Botanische Studien 12: 99. 1961.
Etimología
Stenocereus: nombre genérico que deriva de las palabras griegas:
"στενός" (stenos) para "apretado, estrecho" y se refiere a las costillas relativamente estrechos de las plantas y cereus para "cirio, vela".
beneckei: epíteto que fue otorgado en honor del distribuidor nativo de Berlín; Stephan (Etienne) Benecke (1808-1879), que emigró a México, donde fue el cónsul alemán de México  y en 1875, fundó la Cámara Nacional de Comercio.
Sinonimia
- Hertrichocereus beneckei (Ehrenb.) Backeb.
- Lemaireocereus beneckei (Ehrenb.) Britton & Rose	[5]